# Резолюция 2 на Съвета за сигурност на ООН
Резолюция 2 на Съвета за сигурност на ООН, приета единодушно на 30 януари 1946 г., окуражава Иран и Съветския съюз да намерят решение на конфликта помежду им, касаещ иранските територии, окупирани от съветските войски. Съветът за сигурност настоява да бъде държан в течение за хода на преговорите между двете страни по всяко време.